# Doença autoimune
Uma doença autoimune é qualquer condição que tenha origem numa reação imunitária anormal em que o corpo ataca uma parte normal do seu próprio organismo (autoimunidade). Existem pelo menos 80 tipos de doenças autoimunes. Praticamente qualquer parte do corpo pode ser afetada. Embora os sintomas dependam da condição, existem sintomas comuns à maioria das doenças autoimunes, como febre pouco elevada e fadiga. Em muitos casos os sintomas aparecem e desaparecem ciclicamente.
As causas são geralmente de origem desconhecida. Algumas doenças autoimunes, como o lúpus, são familiares, enquanto outras podem ser desencadeadas por infeções ou outros fatores ambientais. Entre as doenças mais comuns de origem autoimune estão a alopecia areata, doença celíaca, diabetes mellitus tipo 1, doença de Graves, doença inflamatória intestinal, esclerose múltipla, psoríase, artrite reumatoide ou lúpus eritematoso sistémico, e hepatite autoimune. Em muitos casos é difícil determinar o diagnóstico.
O tratamento depende do tipo e da gravidade da doença. Em muitas doenças é comum a administração de anti-inflamatórios não esteroides e imunossupressores. Em alguns casos também é administrada imunoglobulina por via intravenosa. Embora os tratamentos melhorem os sintomas, geralmente não existe cura para as doenças autoimunes.
Cerca de 7% da população dos Estados Unidos (24 milhões de pessoas) são afetadas por uma doença autoimune. As doenças são mais comuns entre mulheres do que entre homens. Geralmente têm início em idade adulta. As primeiras doenças autoimunes foram descritas no início do século XX.

## Pesquisa
Em ambas as doenças autoimunes e inflamatórias, a condição surge através de reações aberrantes do sistema imunológico adaptativo ou inato humano. Na autoimunidade, o sistema imunológico do paciente é ativado contra as próprias proteínas do corpo. Nas doenças inflamatórias crônicas, os neutrófilos e outros leucócitos são recrutados constitutivamente por citocinas e quimiocinas, levando ao dano tecidual. A mitigação da inflamação pela ativação de genes anti-inflamatórios e a supressão de genes inflamatórios em células imunes é uma abordagem terapêutica promissora. Há muitas evidências de que, uma vez que a produção de autoanticorpos tenha sido inicializada, os autoanticorpos têm a capacidade de manter sua própria produção.
Uma dose diária de bicarbonato de sódio pode ajudar a reduzir a inflamação destrutiva de doenças autoimunes, como a artrite reumatóide. Evidências científicas de como o antiácido barato e vendido sem receita pode estimular o baço a promover um ambiente antiinflamatório que pode ser terapêutico diante de uma doença inflamatória. O transplante de células-tronco também está sendo estudado e tem mostrado resultados promissores em alguns casos.